# Chelus colombiana
Chelus colombiana (a veces escrito erróneamente como C. colombianus) es una especie extinta del grupo de tortugas de agua dulce Pleurodira, emparentada con la actual tortuga matamata, Chelus fimbriata. Su nombre de especie se refiere a su país de procedencia, Colombia, en el que han aparecido sus restos fósiles, que han sido desenterrados en el conocido yacimiento fósil de La Venta, en la formación Villavieja del departamento de Huila que data de mediados del Mioceno (hace 12 millones de años).

## Descripción
Esta especie fue descrita originalmente por Wood en 1976 a partir de un caparazón casi completo, el espécimen holotipo UCMP 78762, con varios restos adicionales consistentes en piezas óseas del caparazón y del peto hallados en La Venta, además de secciones internas de caparazón con costillas de la localidad de Pubenza, Cundinamarca (formación Barzalosa), que data de principios del Mioceno. Dicho caparazón se caracteriza por su gran tamaño, que mide hasta un metro de largo y es un tercio más largo en su eje medio que los de la matamata y la especie extinta Chelus lewisi (también del Mioceno, hallada en Venezuela y Brasil), con grandes bordes dorsales, los cuales son mayores en la parte posterior que la anterior, con un perfil dorsal del caparazón cuadrangular y con caras laterales aproximadamente paralelas, mientras que en C. lewisi el caparazón se expande hacia atrás y hacia fuera en los bordes posterolaterales; por su parte, en la matamata C. fimbriata el caparazón es cuadrangular en poblaciones de la Amazonía y ampliado posteriormente en las poblaciones de la Orinoquia.

## Filogenia
Cladograma basado en el análisis filogenético de Cadena et al., 2008. En este las tres especies de Chelus aparecen emparentadas en el mismo grado debido a que los rasgos del caparazón dan filogenias ambiguas en las que C. colombiana está o bien más emparentada con C. lewisi o bien con C. fimbriata. La carencia de restos craneales de las especies extintas de Chelus dificulta determinar su relación precisa, si bien Cadena et al. favorecen una relación cercana entre la matamata moderna y C. lewisi, propias del oriente de Suramérica, mientras que C. colombiana habría estado aislada geográficamente del resto del grupo.
|        | Lomalatachelys neuquina † |
|        | |
| Chelus | \| \| Chelus lewisi † \| \| \| \| \| \| Chelus colombiana † \| \| \| \| \| \| Chelus fimbriata (tortuga matamata) \| \| \| \| |
|        | \| \| Chelus lewisi † \| \| \| \| \| \| Chelus colombiana † \| \| \| \| \| \| Chelus fimbriata (tortuga matamata) \| \| \| \| |
|        | Chelus lewisi † |
|        | |
|        | Chelus colombiana † |
|        | |
|        | Chelus fimbriata (tortuga matamata)                                                                                           |
|        | |

|  | Chelus lewisi †                     |
|  |                                     |
|  | Chelus colombiana †                 |
|  |                                     |
|  | Chelus fimbriata (tortuga matamata) |
|  |                                     |

|        | Lomalatachelys neuquina † |
|        | |
| Chelus | \| \| Chelus lewisi † \| \| \| \| \| \| Chelus colombiana † \| \| \| \| \| \| Chelus fimbriata (tortuga matamata) \| \| \| \| |
|        | \| \| Chelus lewisi † \| \| \| \| \| \| Chelus colombiana † \| \| \| \| \| \| Chelus fimbriata (tortuga matamata) \| \| \| \| |
|        | Chelus lewisi † |
|        | |
|        | Chelus colombiana † |
|        | |
|        | Chelus fimbriata (tortuga matamata)                                                                                           |
|        | |

|  | Chelus lewisi †                     |
|  |                                     |
|  | Chelus colombiana †                 |
|  |                                     |
|  | Chelus fimbriata (tortuga matamata) |
|  |                                     |

|        | Lomalatachelys neuquina † |
|        | |
| Chelus | \| \| Chelus lewisi † \| \| \| \| \| \| Chelus colombiana † \| \| \| \| \| \| Chelus fimbriata (tortuga matamata) \| \| \| \| |
|        | \| \| Chelus lewisi † \| \| \| \| \| \| Chelus colombiana † \| \| \| \| \| \| Chelus fimbriata (tortuga matamata) \| \| \| \| |
|        | Chelus lewisi † |
|        | |
|        | Chelus colombiana † |
|        | |
|        | Chelus fimbriata (tortuga matamata)                                                                                           |
|        | |

|  | Chelus lewisi †                     |
|  |                                     |
|  | Chelus colombiana †                 |
|  |                                     |
|  | Chelus fimbriata (tortuga matamata) |
|  |                                     |

|        | Lomalatachelys neuquina † |
|        | |
| Chelus | \| \| Chelus lewisi † \| \| \| \| \| \| Chelus colombiana † \| \| \| \| \| \| Chelus fimbriata (tortuga matamata) \| \| \| \| |
|        | \| \| Chelus lewisi † \| \| \| \| \| \| Chelus colombiana † \| \| \| \| \| \| Chelus fimbriata (tortuga matamata) \| \| \| \| |
|        | Chelus lewisi † |
|        | |
|        | Chelus colombiana † |
|        | |
|        | Chelus fimbriata (tortuga matamata)                                                                                           |
|        | |

|  | Chelus lewisi †                     |
|  |                                     |
|  | Chelus colombiana †                 |
|  |                                     |
|  | Chelus fimbriata (tortuga matamata) |
|  |                                     |